# Synot Tip Open 2011
Il Synot Tip Open 2011 è stato un torneo professionistico di tennis femminile giocato sulla terra rossa. È stata la 2ª edizione del torneo, che fa parte dell'ITF Women's Circuit nell'ambito dell'ITF Women's Circuit 2011. Si è giocato a Praga in Repubblica Ceca dal 22 al 28 agosto 2011.

## Partecipanti

### Teste di serie
| Nazionalità | Giocatrice         | Ranking* | Testa di serie |
| ----------- | ------------------ | -------- | -------------- |
| Rep. Ceca   | Sandra Záhlavová   | 132      | 1              |
| Slovenia    | Maša Zec Peškirič  | 241      | 2              |
| Paesi Bassi | Bibiane Schoofs    | 244      | 3              |
| Italia      | Anna Remondina     | 249      | 4              |
| Francia     | Audrey Bergot      | 253      | 5              |
| Romania     | Ioana Raluca Olaru | 267      | 6              |
| Austria     | Nikola Hofmanová   | 273      | 7              |
| Slovenia    | Tadeja Majerič     | 276      | 8              |

- Ranking al 15 agosto 2011.

### Altre partecipanti
Giocatrici che hanno ricevuto una wild card:
- Denisa Allertová
- Klára Fabíková
- Barbora Krejčíková
- Lisa-Marie Maetschke

Giocatrici che sono passate dalle qualificazioni:
- Martina Borecká
- Andrea Gámiz
- Iveta Gerlová
- Katarzyna Kawa
- Ljudmyla Kičenok
- Tereza Mrdeža
- Anne Schäfer
- Sandra Soler-Sola

## Campionesse

### Singolare
Jana Čepelová ha battuto in finale  Bibiane Schoofs con il punteggio di 7–6(6), 6–4

### Doppio
Iveta Gerlová /  Lucie Kriegsmannová hanno battuto in finale  Jana Čepelová /  Katarzyna Piter con il punteggio di 6(8)–7, 6–1, [10–8]